# José Durand Laguna
José Manuel Durand Laguna (né le 7 novembre 1885 à Buenos Aires en Argentine et mort le 1er février 1965 à Asuncion au Paraguay) fut un entraîneur de football argentin.

## Biographie
Il entraîna notamment l'équipe du Paraguay de football une première fois entre 1921 et 1922, puis une seconde fois entre 1929 et 1945.
Il est donc le sélectionneur paraguayen pendant les Copa América 1921 et 1929, ainsi que la coupe du monde 1930.